# 杉本海斗
杉本 海斗（すぎもと かいと、2001年10月17日 - ）は、ジャパンラグビーリーグワン静岡ブルーレヴズに所属するラグビー選手。

## プロフィール
- 東京都出身[1]。
- ポジションはウィング(WTB)。
- 身長 172 cm、体重 76 kg

## 略歴
中学からラグビーを始めた。
2020年、東京高校卒業後、東洋大学に入学。
2023年、東洋大学ラグビー部の副将に就任。
2024年、アーリーエントリーで静岡ブルーレヴズに加入。